# Metal industriel
Genres associés
Nu metal, metal alternatif, Neue Deutsche Härte
Le metal industriel est un sous-genre de heavy metal qui puise ses influences dans la musique industrielle, le thrash metal et le punk hardcore, en utilisant les riffs du metal et du punk, l'échantillonnage, les séquenceurs, les synthétiseurs et les voix déformées. Les groupes fondateurs du metal industriel sont Ministry, Laibach, Killing Joke, Godflesh et KMFDM.

## Histoire

### Premières innovations

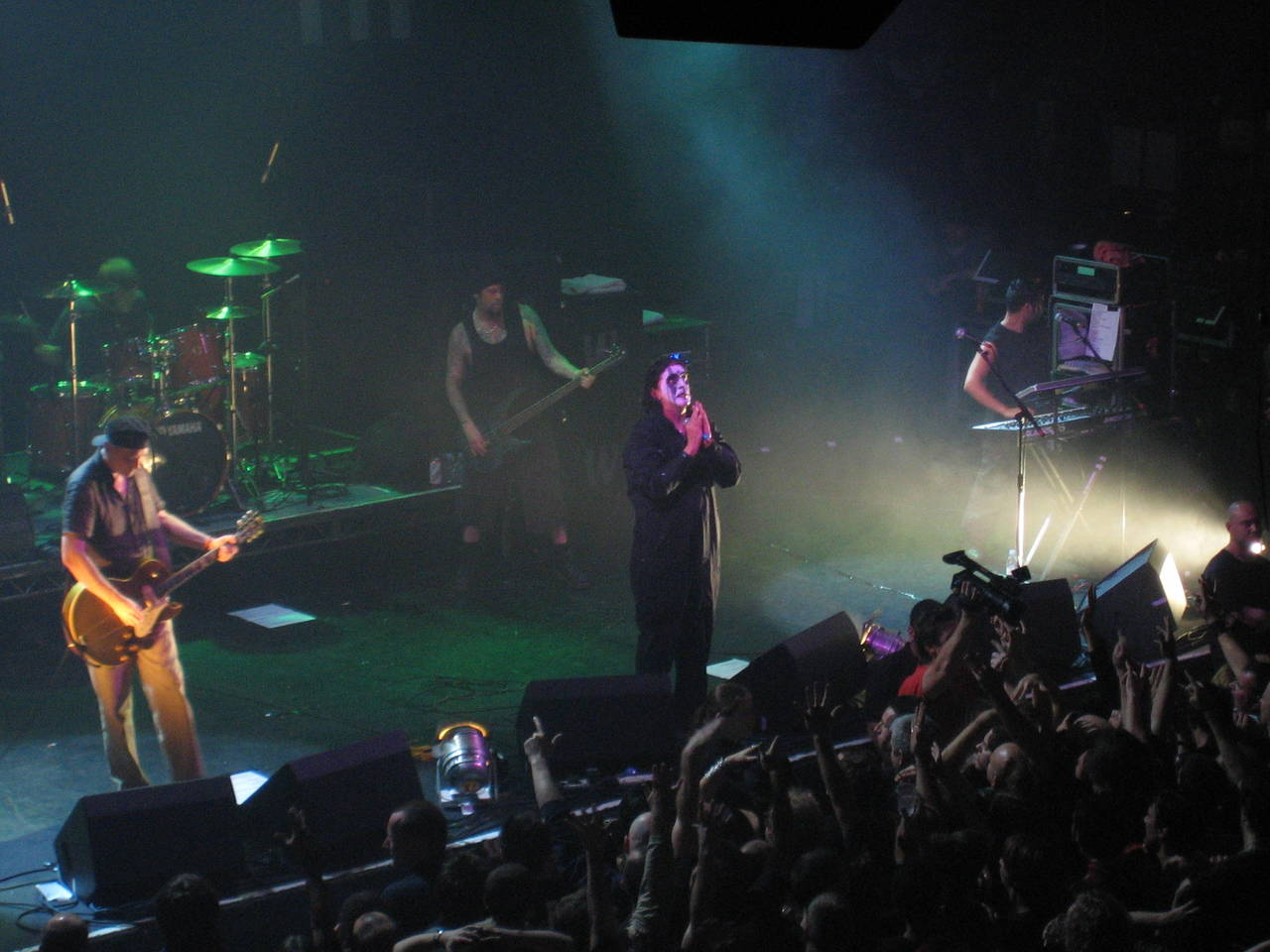
Killing Joke compte parmi les premiers groupes de metal industriel.

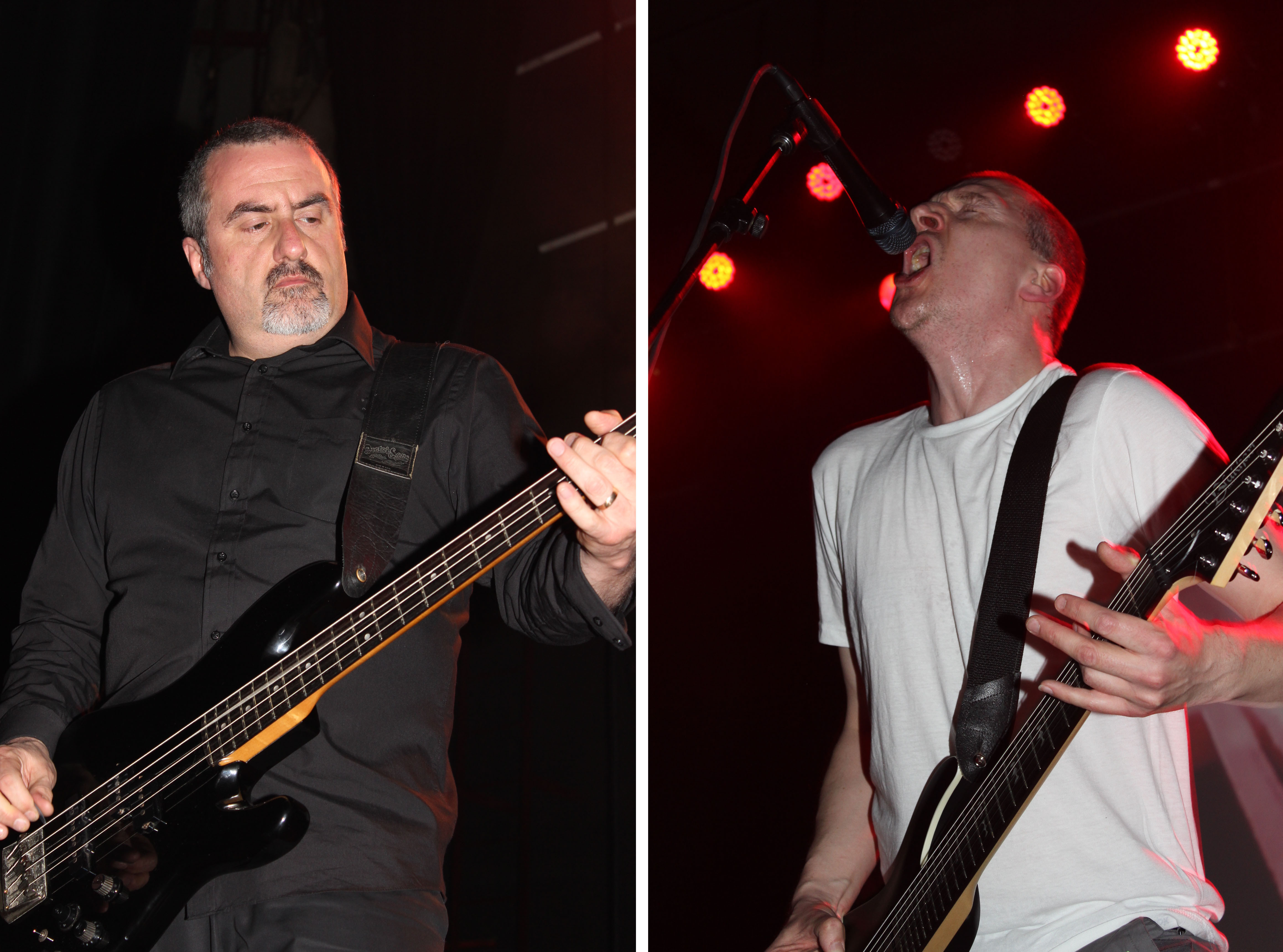
Godflesh en concert en 2014.

Bien que les guitares électriques soient utilisées par les artistes de la musique industrielle depuis les premiers jours du genre, des premiers groupes comme Throbbing Gristle affichent un fort sentiment « anti-rock attitude ». Le groupe de post-punk britannique Killing Joke crée une fusion entre les différents styles et a une forte influence sur les grands groupes de metal industriel comme Ministry, Godflesh et Nine Inch Nails. Un autre groupe, pionnier du rock industriel, Big Black, influence également certains autres groupes,. À la fin des années 1980, musique industrielle et heavy metal commencent à se fondre dans un genre commun, avec l'EP éponyme de Godflesh, et l'album de Ministry The Land of Rape and Honey atteint le devant de la scène. Godflesh est formé par l'ancien guitariste de Napalm Death, Justin Broadrick. Formé par un large éventail de genres — la musique bruitiste de Whitehouse, le noise rock de Swans, l'ambient de Brian Eno et le metal de Black Sabbath — le son de Godflesh est décrit comme « Pornography de The Cure sous Quaalude. » Godflesh devient une source d'influence pour certains groupes comme Korn, Metallica, Danzig, Faith No More, et Fear Factory.
Le groupe américain Ministry, initialement issu du courant new wave, émerge du label Wax Trax! Dossiers, un label de Chicago consacré à la musique industrielle. La première incursion de guitares metal se passe au cours d'une session d'enregistrement de The Land of Rape and Honey aux Southern Studios, à Londres. Le chanteur du groupe, Al Jourgensen explique : « Redécouvrir la guitare sur ce disque était presque comme le premier jour où j'ai obtenu mon Fairlight. Les possibilités me semblaient sans fin sur quelque chose qui semblait alors si limité. C'est vraiment drôle. J'ai commencé comme guitariste, mais je n'avais pas vraiment touché une guitare depuis cinq ans. Puis j'ai entendu ce premier feedback sortir d'un Marshall et tout d'un coup, c'était comme si quelque chose de nouveau apparaissait au travers du jeu de guitare lui-même - comme un mélange de sons qu'on peut obtenir grâce à un clavier »
Jourgensen semblait particulièrement fan de thrash metal. Après la sortie de The Land of Rape and Honey, il recrute le guitariste Mike Scaccia du groupe de thrash metal Rigor Mortis. À l'occasion d'une interview, Jourgensen déclare sa préférence musicale pour le groupe Sepultura. Il formule également le désir de produire un album de Metallica. L’intérêt de Jourgensen pour la musique dance ne disparaît pas totalement, cependant, il forme Revolting Cocks, un projet EBM en collaboration avec Richard 23 de Front 242.
Le groupe de musique industrielle allemand Die Krupps commence à utiliser des guitares et des sons provenant du metal au début des années 1990. Il s'agit d'un mouvement pionnier qui conduit un certain nombre d'autres groupes à combiner des sons électroniques aux guitares metal. Durant les années 1990, le groupe continue dans cette veine qui se présente tout particulièrement dans leur album orienté metal, Paradise Now, sorti en 1997. Leurs compatriotes KMFDM sont eux aussi un groupe pionnier du metal industriel. Bien que le fondateur Sascha Konietzko ne soit pas fan de metal, il déclare l'engouement pour les raccords et les licks métalliques. Il déclare à Guitar World : « C'était juste intéressant de l'utiliser comme une sorte de bruit blanc qui renforce notre musique. Tout d'un coup, le heavy metal était libre de toutes ces changements de tempos et ces attitudes ennuyeuses qu'il a toujours eu. Ce que j'ai toujours détesté le plus dans le heavy metal était que les meilleurs riffs n'apparaissaient qu'une fois et n'étaient jamais répétés. Ainsi, la fascination, en fait, était de sampler un riff génial, et le faire tourner en boucle encore et encore. » Le trio suisse The Young Gods, sur leur deuxième album, L'Eau rouge (1989). Avant sa sortie, le chanteur Franz Treichler déclare : « On voulait juste entendre les guitares. Nous avons raté le lancement du titre Envoyé. C'est ce que nous voulions entendre, de la puissance pure. Un bruit métallique autre que dans les styles biker, speed metal ou autres, juste WHAP! »

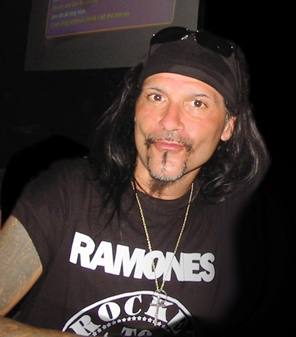
Al Jourgensen, leader du groupe Ministry.

Pigface, formé par Martin Atkins, et avec Bill Rieflin de Ministry à la batterie, émerge comme du metal industriel collectif de toute sorte, en participant à de nombreuses figures du noise rock et de la scène industriel. Nine Inch Nails, dirigé par Trent Reznor, propulse le genre au-devant de la scène avec l'EP Broken et l'album The Downward Spiral, en parallèle à leur performance légendaire au festival de Woodstock 1994. Le mouvement rivethead ainsi que la « coldwave » qui englobait Chemlab, 16volt et Acumen Nation sont en émergence à cette époque. Certains groupes d'électro-industriel ont adopté des techniques de metal industriel durant cette période, y compris Skinny Puppy (sur l'album Rabies), et Front Line Assembly.
Le groupe britannique Pitchshifter, formé en 1989 par les frères Jonathan S. et Mark D. Clayden, débute également comme un groupe de metal industriel. Avant d'incorporer des éléments de drum and bass. Le frontman JS Clayden mentionne : « […] Dans les premiers jours, nous avons été inspirés par des groupes comme Head of David et Swans parmi tant d'autres… sortant un punk étrange, en colère, bruitiste, une sorte de musique pré-industrielle. On l'appelle industrielle, mais je ne sais pas si c'est vraiment ça. » Il mentionne également qu'il n'aime pas l'étiquette industrielle, indiquant que : « Je ne sais pas... c'est juste du rock numérique. C'est juste le punk numérique pour moi. Les paroles et l'éthique sont punk, toutes les lignes de basse sont totalement punk. Mais encore, il va sans cesse se mettre dans des catégories industrielles et metal, bien que je ne pense pas que ce soit parce que ma perception de la propriété industrielle n'est pas drum and bass avec des lignes de guitare punk. Je ne pense pas que ça soit de la musique industrielle. Einstürzende Neubauten, ou des trucs comme Nine Inch Nails sont plus industriels que ce que nous faisons, mais je pense que les gens ne veulent pas se lancer dans un nouveau genre, ils veulent vous glisser dans quelque chose. »

### Thrash industriel et death metal
La popularité du metal industriel conduit certains groupes de thrash metal, y compris Megadeth, Sepultura et Anthrax, à demander des remixes « industriels » à d'autres artistes. Certains musiciens issus de la scène death metal, tels que Fear Factory, Nailbomb et Meathook Seed, commencent également à expérimenter des sons industriels. Fear Factory, de Los Angeles est d'abord influencé par des groupes comme Godflesh, Napalm Death et Bolt Thrower. Max Cavalera, de Sepultura, collabore avec le producteur Alex Newport, donnant naissance à Nailbomb, et pratique un mélange entre les formes les plus extrêmes du metal et musique industrielle. Un exemple moins connu de death metal industriel est Meathook Seed, composé de membres de Napalm Death et du groupe de death metal Obituary. Le guitariste Trevor Peres, un fan de musique industrielle, suggère des boîtes à rythmes pour The End Complete, album qui deviendra le plus populaire de Obituary. Le refus des autres membres du groupe l'amène à former Meathook Seed.

### Black metal industriel
Durant les premières années du XXIe siècle, des groupes de la scène black metal commencent à incorporer des éléments de musique industrielle. Mysticum, formé en 1991, est le premier de ces groupes. Dødheimsgard, Thorns de Norvège et Blut aus Nord, un groupe de black metal français, sont acclamés pour l'incorporation d'éléments industriels à leur musique.
D'autres groupes de black metal industriel de cette catégorie comprennent Samael, The Axis of Perdition, Aborym, et ...And Oceans. De surcroît, The Kovenant, Mortiis et Ulver émergent de la scène black metal norvégienne, mais choisissent plus tard d'expérimenter  avec des éléments de musique industrielle,.

### Succès commercial

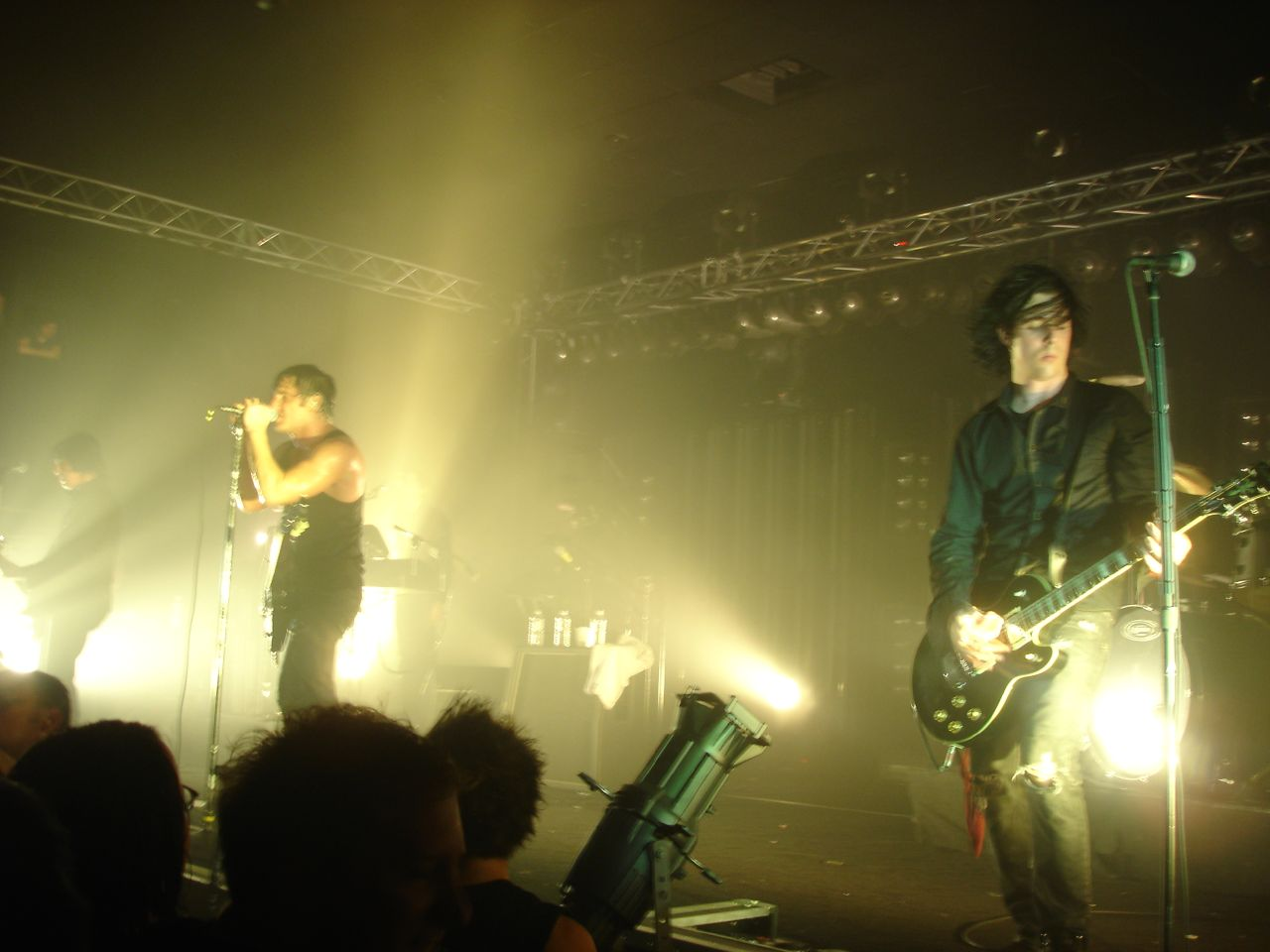
Nine Inch Nails, en 2005.

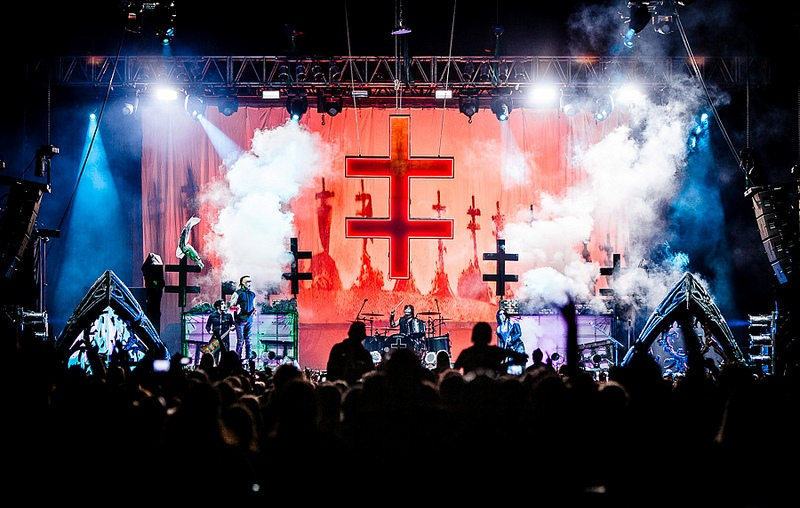
Marilyn Manson en concert en 2012.

Le metal industriel fleurit dans les années 1990, plus particulièrement en Amérique du Nord, dont les ventes d'albums sont estimés à 35 millions d'exemplaires approximativement,. Il se popularise grandement dans les marchés en 1992, lorsque Broken de Nine Inch Nails, et Psalm 69 de Ministry sont certifiés disque de platine aux États-Unis, ce dernier mettant trois ans pour atteindre ce statut. Les deux groupes sont nommés dans la catégorie « meilleure performance metal » lors des Grammy Awards en 1992, et Nine Inch Nails repart gagnant. Deux ans plus tard, Nine Inch Nails fait paraître The Downward Spiral, qui débute à la deuxième place du Billboard 200, et finit par être certifié quadruple disque de platine. Cet album est considéré par AllMusic comme « l'un des albums multi-platines les plus sinistres jamais réalisés. » À la suite du succès de Nine Inch Nails, Marilyn Manson, dirigé par un protégé de Trent Reznor, peut accéder à la notoriété. L'attitude du groupe sur scène et son message transgressif est souvent plus commenté que leur musique.
Le metal industriel atteint son apogée commercial dans la seconde moitié des années 1990 - selon la base des données de la RIAA, ses artistes les plus rentables recensent environ 17,5 millions d'albums vendus à eux seuls. Les disques de grands artistes de metal industriel font systématiquement leurs débuts dans les classements Billboard 200 : Obsolete de Fear Factory (no. 1), Hellbilly Deluxe de Rob Zombie (no 5), Antichrist Superstar de Marilyn Manson (no 3 ; Manson recense plus de 50 millions d'albums vendus dans le monde), et The Fragile de Nine Inch Nails (no 1). Un certain nombre d'albums de metal industriel bien classé sur le classement Billboard Heatseekers : Short Bus de Filter (No. 3), Wither Blister Burn and Peel de Stabbing Westward (no. 1), Sehnsucht de Rammstein (no. 2), Candyass d'Orgy (no. 1) et Static-X Wisconsin Death Trip (no. 1). À cette époque Trent Reznor, personnalité la plus célèbre du mouvement, est cité par Time comme l'un des américains les plus influents de 1997. Sa popularité était telle que les groupes de glam metal et de hard rock établis, y compris Mötley Crüe et Guns N' Roses , commencent à barboter dans le style,. Les figures de la scène hip-hop commencent également à rechercher des collaborations avec des musiciens et des remixes de metal industriel,,.
Lorsque le metal industriel grimpe dans les classements musicaux des années 1990, sa popularité soudaine suscite des réactions négatives de la part des premiers innovateurs de la musique industrielle. Peter Christopherson (Throbbing Gristle, Coil) explique, lors d'une entrevue avec The Wire, ne plus éprouver de parenté avec la scène industrielle : « Ce n'est pas moi, ce n'est pas ce que je suis. » Lustmord, un éminent musicien des débuts de la musique industrielle, déclare que « Ministry n'a tout simplement pas d'intérêt [pour lui] » et qu'« [il n'a] pas de temps pour tout ce rock and roll de merde qu'ils font maintenant. ». Le chanteur de Skinny Puppy Nivek Ogre rejette Nine Inch Nails et les qualifie de « Cock rock », tout en admettant une appréciation pour Psalm 69 de Ministry.
Le metal industriel subit un contrecoup important au tournant du millénaire. En avril 2000, dans le journal Chicago Sun-Times, Jim DeRogatis accuse Ministry de répéter une musique datant de 1992. Bien que The Fragile de Nine Inch Nails atteint la première place du Billboard 200 et conserve son statut de double disque de platine, DeRogatis le considère malgré tout comme un « flop ». À cette époque, les artistes pionniers du metal industriel (Ministry, Godflesh et White Zombie) commencent à rejeter l'étiquette industrielle. Les ventes restent élevées tout au long des années 2000 à 2005 ; au moins 10 millions de disques sont vendus au cours de cette période. De nombreux groupes commencent à intégrer l'influence du hip-hop et de la musique électronique, en plus du metal industriel. En conséquence, des groupes comme Powerman 5000 sont souvent décrits comme étant du metal industriel et du nu metal.

## Films et vidéos
Plusieurs groupes de metal industriel ont produit des vidéos accrocheuses. Cela comprend la collaboration entre Godflesh et Andres Serrano, Aidan Hughes avec KMFDM, Nine Inch Nails avec Mark Romanek, le travail visuel de Rob Zombie pour White Zombie (pour lequel il reçoit le MTV Video Music Award pour la meilleure vidéo de Hard Rock), et Marilyn Manson avec Richard Kern et Floria Sigismondi. NIN collabore plus tard avec Bill Viola pour les accompagnements en live. Trent Reznor signe également des bandes-sons pour des films comme Tueurs nés et Lost Highway, et sert de « Conseiller musical » pour Man on Fire,,. Rob Zombie réalise plusieurs films d'horreur. Depuis 2004, Marilyn Manson lance un projet cinématographique sur la vie de Lewis Carroll et mettant en scène Alice (jouée par Lily Cole). Marilyn Manson aura le rôle-titre du film. La réalisation du film est reportée plusieurs fois à cause des projets musicaux de Manson. Quelques images officielles sont diffusées en avril 2010, mais la production du film est à nouveau arrêtée pour une période indéterminée. Parmi les autres films qui ont inclus des collaborations importantes avec des artistes de metal industriel comprennent The Crow, Johnny Mnemonic, Spawn, Matrix et A.I. Intelligence artificielle,,,,.

## Controverses
En mettant l'accent sur des thèmes transgressifs, les groupes de metal industriel deviennent vulnérables aux attaques des sociétés conservatrices américaines. Par exemple, le sénateur Bob Dole, alors à la tête du parti républicain, critique vivement Time Warner après une rencontre entre Michael J. Fuchs (directeur de Warner Music Group), William Bennett et C. Delores Tucker, au cours de laquelle Tucker et Bennett exigent de lire les paroles de la chanson de Nine Inch Nails, Big Man with a Gun. Un an plus tard, Bennett, Tucker et Joseph Lieberman lancent une campagne similaire contre MCA Records pour la distribution de la musique de Marilyn Manson. Plusieurs de ses concerts sont annulés par les autorités après ce vacarme. En outre, Dennis Cooper cite une vidéo de Ministry, Just One Fix, qui présentait des images de William S. Burroughs, comme un exemple précoce de Heroin chic. Certains rapports initiaux affirmaient que Eric Harris et Dylan Klebold, les deux responsables de la fusillade de Columbine étaient fans de Marilyn Manson. En fait, ils préfèraient KMFDM et Rammstein. Asa Coon, un autre responsable d'un massacre dans une école, était aussi un fan de Manson. Manson, ancien journaliste, publie une réponse détaillée à la suite de la polémique sur la fusillade de Columbine dans un article publié dans le magazine Rolling Stone. Il conclut : « Je pense que la National Rifle Association est beaucoup trop puissante pour assumer. Du coup la plupart des gens choisissent Doom, The Basketball Diaries ou votre serviteur. Ce genre de controverse ne m'aide pas à vendre des disques ou des billets, et je ne le veux pas. Je suis un artiste controversé, l'un de ceux qui osent avoir une opinion et qui gènent en créant de la musique et des vidéos qui bousculent les idées des gens, habitués à un monde édulcoré et creux. Dans mon travail, j'examine l'Amérique que nous vivons, et j'ai toujours essayé de montrer aux gens que le diable que nous blâmons pour ces atrocités est en fait en chacun de nous […]. »
Sascha Konietzko signale que KMFDM était « malade et consterné » par les attaques, il publie une déclaration le lendemain en disant : « Tout d'abord, KMFDM tient à exprimer les condoléances les plus profondes et sincères pour les parents, les familles et les amis des enfants assassinés et blessés à Littleton. Nous sommes malades et consternés, comme le reste de la nation, par ce qui s'est passé hier dans le Colorado. KMFDM est une forme d'art - pas un parti politique. Dès le début, notre musique a été une déclaration contre la guerre, l'oppression, le fascisme et la violence contre les autres. Bien que certains des anciens membres du groupe sont allemands, tel que rapporté dans les médias, aucun de nous n'a de sympathies envers les croyances nazies quelles qu'elle soient. » Rammstein déclare « ne pas avoir de contenu lyrique ou des convictions politiques qui auraient pu influencer un tel comportement. » Rammstein suscite aussi la controverse pour leur utilisation de l'imagerie nazie, y compris les images tournées par Leni Riefenstahl pour Les Dieux du stade dans le clip de leur reprise de Stripped de Depeche Mode. Alec Empire, un musicien allemand de digital hardcore, déclare que « [Rammstein] est efficace pour toutes les mauvaises raisons. Je pense qu'ils ne sont pas un groupe fasciste du tout, mais je pense qu'en Allemagne, il y a beaucoup de malentendus et c'est pourquoi ils vendent des disques et je pense que c'est dangereux. » Rammstein déclare : « Nous ne sommes pas des nazis, des néo-nazis, ou tout autre type de nazi. Nous sommes contre le racisme, le sectarisme ou toute autre type de discrimination. »